# Dyne:bolic
dyne:bolic – dystrybucja systemu operacyjnego GNU/Linux typu Live CD, zawierająca wiele programów do edycji, przetwarzania i odtwarzania formatów audio i wideo.
Dystrybucja ta nie jest oparta na innej technologii Live CD. Ma niskie wymagania sprzętowe: komputer z procesorem klasy Pentium MMX (i586) i 64 MB RAMu wystarczy do sprawnego funkcjonowania systemu. Niektóre wersje dystrybucji działają na konsolach Xbox.
Podstawowym środowiskiem pracy w dyne:bolic jest Window Maker, który znany jest ze swojej szybkości i prostoty.
Przykładów zastosowania tejże dystrybucji jest wiele: od streamowania radia internetowego dzięki MuSE (wystarczy niskiej klasy komputer do działania serwera) po skomplikowaną obróbkę filmów wideo.
Dystrybucja zawiera też wiele programów stworzonych przez Jaromila – twórcę dystrybucji. Wśród nich znajduje się HasciiCam, program które zamienia obraz pobierany z kamery internetowej na ascii art.